# Сіятель
Сі́ятель — село Амвросіївської міської громади Донецького району Донецької області, Україна.

## Загальні відомості
Село знаходиться на лівому березі річки Кринка, біля впадіння в неї річки Велика Шишівка. Відстань до райцентру становить близько 24 км і проходить автошляхом місцевого значення.
Унаслідок російської військової агресії із серпня 2014 р. Сіятель перебуває на території ОРДЛО.

## Населення

### Мова
Розподіл населення за рідною мовою за даними перепису 2001 року:
| Мова       | Кількість | Відсоток |
| ---------- | --------- | -------- |
| українська | 52        | 94.55%   |
| російська  | 3         | 5.45%    |
| Усього     | 625       | 100%     |

За даними перепису 2001 року населення села становило 55 осіб, із них 94,55 % зазначили рідною мову українську та 5,45 % — російську.